# 1573
| [ Edytuj tabelę ]              | |
| Król Polski                    | - 1572 bezkrólewie 1573 - 1573 Henryk Walezy 1574 |
| Współksiążęta Andory           | - 1572 Joan Dimes Lloris 1576 - 1572 Henryk IV Burbon 1610 |
| Król Anglii                    | - 1558 Elżbieta I 1603 |
| Elektor Brandenburgii          | - 1571 Jan Jerzy 1598 |
| Książę Bawarii                 | - 1550 Albrecht V 1579 |
| Sułtan Brunei                  | - 1521 Abdul Kahar 1575 |
| Cesarz Chin                    | - 1572 Wanli 1620 |
| Król Czech                     | - 1564 Maksymilian II Habsburg 1576 |
| Król Danii                     | - 1559 Fryderyk II 1588 |
| Dalajlama                      | - 1543 Sonam Gjaco 1588 |
| Cesarz Etiopii                 | - 1563 Sertse Dyngyl 1597 |
| Król Francji                   | - 1560 Karol IX 1574 |
| Król Hiszpanii                 | - 1556 Filip II 1598 |
| Landgraf Hesji-Kassel          | - 1567 Wilhelm IV Mądry 1592 |
| Stadhouder Holandii            | - 1567 Maksymilian z Hennin 1573 - 1573 Filip z Noircarmes 1574 |
| Szach Iranu                    | - 1524 Tahmasp I 1576 |
| Państwo Wielkich Mogołów       | - 1556 Akbar 1605 |
| Cesarz Japonii                 | - 1557 Ōgimachi 1586 |
| Kalif                          | - 1566 Selim II 1574 |
| Patriarcha Konstantynopola     | - 1572 Jeremiasz II Tranos 1579 |
| Władca Korei                   | - 1567 Sŏnjo 1608 |
| Książę Kurlandii i Semigalii   | - 1561 Gotthard Kettler 1587 |
| Sułtan Maroka                  | - 1557 Abdullah al-Ghalib 1574 |
| Senior Monako                  | - 1532 Honoriusz I 1581 |
| Król Nawarry                   | - 1572 Henryk III 1610 |
| Król Norwegii                  | - 1559 Fryderyk II 1588 |
| Sułtan Omanu                   | - 1560 Abd Allah ibn Muhammad 1624 |
| Elektor Palatynatu             | - 1559 Fryderyk III 1576 |
| Papież                         | - 1572 Grzegorz XIII 1585 |
| Książę Parmy i Piacenzy        | - 1556 Oktawiusz Farnese 1586 |
| Król Portugalii                | - 1557 Sebastian 1578 |
| Książę w Prusach               | - 1568 Albrecht Fryderyk 1618 |
| Car Rosji                      | - 1547 Iwan IV Groźny 1584 |
| Cesarz Rzymski (niemiecki)     | - 1564 Maksymilian II Habsburg 1576 |
| Kapitanowie Regenci San Marino | - 1572 Pier Matteo Belluzzi Antonio di Angelo Bellini 1573 - 1573 Antonio Brancuti Gio. Lodovico di Matteo Belluzzi 1573 - 1573 Lodovico Belluzzi Vincenzo Giannini 1574 |
| Elektor Saksonii               | - 1553 August Wettyn 1586 |
| Król Szkocji                   | - 1567 Jakub VI 1625 |
| Król Szwecji                   | - 1569 Jan III Waza 1592 |
| Król Tajlandii                 | - 1569 Maha Thammaracha Thirat 1590 |
| Sułtan Turków                  | - 1566 Selim II 1574 |
| Doża Wenecji                   | - 1570 Alvise Mocenigo 1577 |
| Król Węgier                    | - 1563 Maksymilian II 1576 |

Rok 1573 / MDLXXIII
stulecia: XV wiek ~
XVI wiek ~
XVII wiek

lata: 1563 «
1568 «
1569 «
1570 «
1571 «
1572 «
1573
» 1574
» 1575
» 1576
» 1577
» 1578
» 1583

## Wydarzenia w Polsce
- 6 stycznia – zwołano sejm konwokacyjny, na którym ustalono formę wolnej elekcji w systemie viritim.
- 28 stycznia – podpisano konfederację warszawską, w której szlachta wszystkich wyznań zadeklarowała tolerancję religijną.
- 7 marca – Iwan Fedorow założył we Lwowie pierwszą drukarnię.
- 5 kwietnia – w Warszawie otwarto pierwszy stały most, zaprojektowany przez Erazma z Zakroczymia (do dziś istnieje ulica Mostowa).
- 9 maja – we wsi Kamionek pod Warszawą zakończyło się zbieranie głosów w pierwszej w historii Polski wolnej elekcji.
- 11 maja – pod Warszawą, we wsi Kamionek, zakończyła się pierwsza wolna elekcja w Polsce. W elekcji wziął udział hiszpański poseł Pedro Fajardo. Interrex – prymas Jakub Uchański – ogłosił wybór francuskiego królewicza Henryka Walezjusza na króla Polski.
- 16 maja – przedstawiciele elekta Henryka Walezjusza zaprzysięgli „artykuły henrykowskie” i „pacta conventa”, po czym marszałek wielki koronny Jan Firlej obwołał go królem.

## Wydarzenia na świecie
- 25 stycznia – Japonia: Shingen Takeda pokonał Ieyasu Tokugawę w bitwie pod Mikatagaharą.
- 27 stycznia – Lagos w Portugalii otrzymało prawa miejskie.
- 11 lutego – wojny religijne hugenockie: wojska katolickie rozpoczęły oblężenie La Rochelle.
- 7 marca – Republika Wenecka zawarła traktat pokojowy z Turcją, na mocy którego Cypr przeszedł pod panowanie tureckie.
- 17 kwietnia – wojna osiemdziesięcioletnia: nierozstrzygnięta holendersko-hiszpańska bitwa morska pod Vlissingen.
- 26 czerwca – wojny religijne hugenockie: zakończyło się nieudane oblężenie La Rochelle przez wojska katolickie.
- 6 lipca – hiszpański konkwistador Jerónimo Luis de Cabrera założył w Wicekrólestwie Peru Córdobę, obecnie drugie co do wielkości miasto Argentyny.
- 11 października – wojna osiemdziesięcioletnia: zwycięstwo floty niderlandzkiej nad hiszpańską w zatoce Zuider Zee.
- 15 listopada – hiszpański konkwistador Juan de Garay założył miasto Santa Fe w Argentynie.
- 22 grudnia – założono Uniwersytet w Ołomuńcu.

## Urodzili się
- 10 stycznia – Simon Marius, był niemieckim astronomem (zm. 1624).
- 18 stycznia – Ambrosius Bosschaert, flamandzki malarz martwych natur (zm. 1621).
- 12 marca – Agnieszka Jadwiga Anhalcka, księżna elektorowa Saksonii i księżna Schleswig-Holstein-Sonderburg (zm. 1616)
- 12 kwietnia – Krystyna z Holstein-Gottorp, królowa Szwecji (zm. 1625).
- 17 kwietnia – Maksymilian I, elektor Bawarii (zm. 1651)
- 19 maja – Henryk de Montpensier, książę de Montpensier i Par Francji, książę de Dombes, delfin Owernii (zm. 1608).
- 24 czerwca – Anna Sybilla cieszyńska, księżniczka cieszyńska z dynastii Piastów (zm. ok. 1602).
- 20 lipca – Morazzone (malarz), włoski malarz okresu późnego manieryzmu (zm. 1626).
- 28 lipca – Filip II szczeciński, książę szczeciński, syn Bogusława XIII z dynastii Gryfitów (zm. ok. 1618).
- 16 sierpnia – Anna Habsburżanka, królowa polska i szwedzka, pierwsza żona Zygmunta III Wazy (zm. 1598)
- 6 października – Henry Wriothesley, 3. hrabia Southampton, hrabia Southampton (zm. 1624)
- 7 października – William Laud, anglikański arcybiskup Canterbury (zm. 1645)
- 23 grudnia – Giovanni Battista Crespi, włoski malarz, rzeźbiarz, rytownik (zm. 1632).

- data dzienna nieznana: 
  - François-Annibal d’Estrées, francuski dyplomata i wojskowy, marszałek Francji (zm. 1670).
  - Jadwiga Firlej, córka Elżbiety Zamoyskiej i wojewody bełskiego Stanisława Włodka (zm. 1609).
  - Łazarz II Młodszy Henckel von Donnersmarck, baron i hrabia cesarstwa, pan Bytomia, Tarnowskich Gór i Bogumina (zm. 1664).
  - Daniel Naborowski, polski poeta barokowy, dyplomata i tłumacz, wyznawca kalwinizmu (zm. 1640).
  - Jan Pfister, rzeźbiarz (zm. 1642).
  - Stanisław Łubieński, biskup płocki, podkanclerzy koronny, sekretarz królewski; brat Macieja (zm. 1640).

## Zmarli
- 7 lutego – Jadwiga Jagiellonka, elektorowa brandenburska (ur. 1513)
- 13 maja – Takeda Shingen, japoński strateg (ur. 1521)
- 19 czerwca – Tomasz Woodhouse, angielski duchowny katolicki, męczennik, błogosławiony (ur. ?)
- 7 lipca – Jacopo Barozzi da Vignola, architekt włoski (ur. 1507)
- 7 listopada – Salomon Luria, rabin aszkenazyjski, znawca i komentator halachy i Talmudu (ur. 1510)